# Farnabazos II

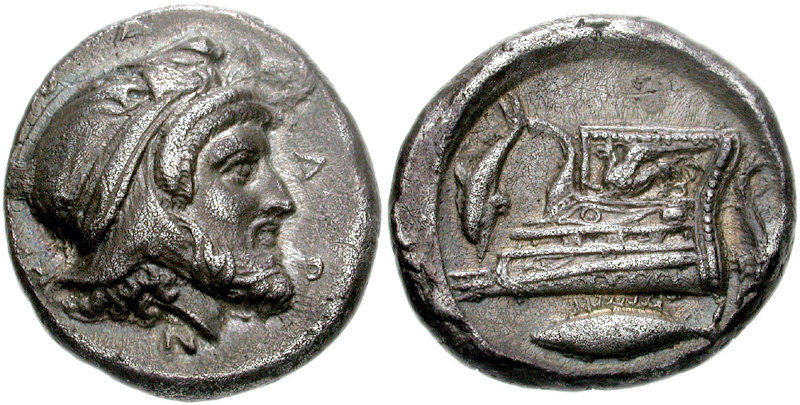
Mibeta z podobisną Farnabazosa, z ok. 398-396/5 p.n.e., Kyzikos, Mysia

Farnabazos II (ur. 450 p.n.e., zm. ok. 370 p.n.e.) – satrapa perski satrapii Daskylion (część Frygii) za czasów królów Dariusza II i Artakserksesa II. Wnuk Farnabazosa I.
W 399 p.n.e. doszło do wojny persko-spartańskiej. W przymierzu z ateńskim wodzem Kononem Farnabazos pokonał w 394 p.n.e. Spartę w bitwie pod Knidos.